# Neocallichirus mirim
Neocallichirus mirim är en kräftdjursart som först beskrevs av Rodrigues 1971.  Neocallichirus mirim ingår i släktet Neocallichirus och familjen Callianassidae. Inga underarter finns listade i Catalogue of Life.